# Сердцем к сердцу
«Сердцем к сердцу» (иер. трад. 三人世界, кант.-рус.: Сань жэнь ши цзе, англ. Heart to hearts) — гонконгская драма с элементами комедии 1988 года, режиссёры Гордон Чан и Стивен Шинь. Главные роли исполнили Джордж Лам, Кэрол Чэн и Розамунд Кван.
Картина получила 4 номинаций на 8-й Гонконгской кинопремии и взяла главный приз за «Лучший сценарий».

## Сюжет
Алекс (Джордж Лам) пребывает в депрессии после того, как его бросила Пегги (Розамунд Кван), с которой они давно встречались. Чтобы как-то отвлечься, он берёт шефство над подростковым хором. Там он знакомится с Вивиан (Вивиан Чоу), а затем и с её мамой Джу (Кэрол Чэн). Понемногу Алекс влюбляется в эту обаятельную женщину, и она отвечает ему взаимностью. Главному герою предстоит сделать нелёгкий выбор, когда его бывшая любовь решит вернуться к нему.

## В ролях
- Джордж Лам — Алекс
- Кэрол Чэн — Джу Лай-нгор
- Розамунд Кван — Пегги
- Вивиан Чоу[англ.] — Вивиан
- Сэм Кристофер Чоу — Сэм
- Элэйн Цзинь — Тётя Линг
- Юнь Вопхин — Директор Лю

## Награды и номинации
| Награды                    | Награды             | Награды                                                              | Награды   |
| Кинопремия                 | Категория           | Лауреат / претендент                                                 | Результат |
| -------------------------- | ------------------- | -------------------------------------------------------------------- | --------- |
| 8-я Гонконгская кинопремия | Лучшая женская роль | Кэрол Чэн                                                            | Номинация |
| 8-я Гонконгская кинопремия | Лучший новый актёр  | Вивиан Чоу                                                           | Номинация |
| 8-я Гонконгская кинопремия | Лучший сценарий     | Лип Ван-Фун, Сиу Гвок-Ва, Гордон Чан, Ип Квонг-Ким, Ким Ип, Со Фун-И | Победа    |
| 8-я Гонконгская кинопремия | Лучшая музыка       | Тинъ Ят Чюн                                                          | Номинация |